# ФК Омладинац Загајица
ФК Омладинац је српски фудбалски клуб из Загајице, Вршац и тренутно се такмичи у Општинској лиги Вршац - Бела Црква, седмом такмичарском нивоу српског фудбала.